# Базегское
Базегское — озеро в России, располагается на территории Белозерского района Вологодской области.
Площадь водной поверхности озера равняется 0,84 км². Уровень уреза воды находится на высоте 141,1 м над уровнем моря.
Код объекта в государственном водном реестре — 08010200311110000004646.